# Rot-Weiß Essen
A Rot-Weiss Essen német labdarúgóklub Essenben. 1907-ben SV Vogelheim néven alakult, és több más klubbal való egyesülés után 1923-ban vette fel a Rot-Weiss Essen nevet. Noha a Weiss írásmód sem a régi, sem az új, 1996 óta érvényes  német helyesírásnak nem felel meg, a klub Rot-Weiss Essen névvel jelöli magát, holott az egyesületek jegyzékében Rot-Weiß Essen írásmóddal szerepel.
A klub eddigi legjobb eredménye az 1955-ben elnyert német bajnoki cím volt, amikor a döntőben 4-3 arányú győzelmet aratott a Kaiserslautern felett.
Az 1960-as években főként a másodosztályban játszottak, majd az 1970-es években visszajutottak az első osztályba. Az 1980-as években pénzügyi válságba került egyesülettől 1984-ben megvonták a játékjogot. Ez megismétlődött 1991-ben és 1994-ben.